# アトラスオオカブト
アトラスオオカブトは、コウチュウ目コガネムシ科カブトムシ族アトラスオオカブト属に属するカブトムシの1種。フィリピン・インドネシアなど東南アジアの低地に分布する。コーカサスオオカブトに類似しているが、やや小型で胸角が細く、頭角の突起がない（ただし頭角の先端がやや膨らみ、槍状になっている）。名前は、ギリシア神話に登場する世界を支える巨人アトラスが由来で、アトラス山脈に生息しているわけではない（アトラス山脈もアトラスオオカブトと同じく巨人アトラスに由来する名前である）。
個体数が多いことから、外国産カブトムシでありながら極めて安価で流通しており（小型のものは国産カブトムシより数百円高い程度）、オオヒラタクワガタと並んで毎年大量に輸入されている。夏場は一般のペットショップ(主に熱帯魚等を扱う)やホームセンターでも普通に売られていることが多く、外国産昆虫の中では最も身近な存在であると言える。
気性は雄も雌もかなり荒く、攻撃的で雄はよく戦う。幼虫も指を近づけると噛み付くこともあるほど。
種間変異が著しく、雄の小型個体では角が殆どなく（短角型）、亜種の判別も困難となる。また、そのような小型個体しか見られない亜種もある。
原産地である東南アジアではアトラスオオカブトの幼虫に寄生する寄生バチとして、ツチバチの一種 Megascolia procer が知られている。

## 亜種
Nagai (2004) によれば、7亜種に分類されている。
| 和名               | 雄の体長   | 体形         | 頭角の突起 | 胸角の湾曲 |
| ------------------ | ---------- | ------------ | ---------- | ---------- |
| アトラスオオカブト | 50 - 100mm | 幅広い       | なし       | 強い       |
| フィリピンアトラス | 50 - 110mm | 普通         | あり       | 強い       |
| ネシアアトラス     | 40 - 100mm | 長細く直線的 | ややあり   | かなり弱い |
| インドアトラス     | 50 - 90mm  | 胸部が幅広い | なし       | 弱い       |
| ペレンアトラス     | 50mm前後   | 不明         | 不明       | 不明       |
| ブトンアトラス     | 50mm前後   | 不明         | 不明       | 不明       |
| シムルエアトラス   | 50 - 70mm  | 長細い       | 不明       | 不明       |

- アトラスオオカブト ssp. atlas
スラウェシ島・サンギヘ島・シアウ島・トギアン島に生息する。
ロンポバッタン山周辺には、やや小型でずんぐりとした体形のものが、その北方には大型個体の胸角の先端が反り返る個体がそれぞれ確認されている。

- フィリピンアトラス ssp. hesperus
フィリピン諸島のルソン島・マリンドッケ島・ミンドロ島・ロンブトン島・レイテ島・サマール島・ネグロス島・パナオン島・ディナガット島・ミンダナオ島・パラワン島に生息する。
学名のHesperusは宵の明星を意味する。特にミンダナオ産はマレーコーカサスと同じく角の湾曲が強い上、体長も11cmと本種の中で最も伸びる傾向がある。
- ネシアアトラス ssp. keyboh
マレー半島・シンガポール島・シンケップ島・カリマンタン島・ラウト島・スマトラ島・ウェ島・トアンク島・シベルト島・シポラ島・ニアス島・パガイウタラ島・タナマサ島・リンガ島に生息する。
記載者永井信二の友人上田正樹のあだ名「キーボー」から。

- インドアトラス ssp. mantetsu
ミャンマー・タイ・ラオス・インド北部に生息する。
学名のMantetsuは記載者永井信二の友人筒井賢のあだ名「萬鉄」から。

- ペレンアトラス ssp. shintae
ペレン島に生息する。
学名のShitaeは記載者永井信二の長女のインドネシア名から。

- ブトンアトラス ssp. butonensis
ブトン島に生息する。
短角型2頭のタイプ標本のみが確認されている。前翅には皺が寄っている。

- シムルエアトラス ssp. simeuluensis
シメウルーエ島に生息する。タイプ標本の、体長は中程ではあるが角の発達していない雄5頭と、中型の雌1頭のみが確認されている。前脚の脛節が発達している。